# Agathia furtiva
Agathia furtiva là một loài bướm đêm trong họ Geometridae.